# تپه اسد گازه
تپه اسد گازه مربوط به قرون اولیه اسلامی است و در شهرستان خرم‌آباد، بخش پاپی، دهستان سپیددشت، روستای گازه واقع شده و این اثر در تاریخ ۸ بهمن ۱۳۸۵ با شمارهٔ ثبت ۱۷۰۲۱ به عنوان یکی از آثار ملی ایران به ثبت رسیده است.